# Lešek Ratibořský
Lešek Ratibořský (polsky Leszek raciborski; asi 1290/1292 – 1336) byl kníže ratibořský (1306–1336) a kozelský (1334–1336).

## Životopis
Byl nejstarším a jediným synem Přemka Ratibořského a jeho manželky Anny, dcery Konráda II. Mazovského. Ratibořským knížetem se stal v roce 1306 po smrti svého otce. Vzhledem k jeho nezletilosti byl až do roku 1308 jeho poručníkem strýc Měšek I. Těšínský. V roce 1327 spolu s ostatními hornoslezskými knížaty složil lenní slib českému králi Janu Lucemburskému. V roce 1332 se oženil s Anežkou, dcerou Jindřicha IV. Hlohovského, ale manželství zůstalo bezdětné. V roce 1334 získal do zástavy Kozelské knížectví za 4000 hřiven stříbra od zadluženého Vladislava Kozelského. Po jeho smrti se vdova znovu vdala za Ludvíka Břežského. Lešek zemřel v roce 1336 a byl (pravděpodobně) pohřben v dominikánském klášteře v Ratiboři. Jeho nástupcem se stal jeho švagr Mikuláš II. Opavský, manžel Leškovy sestry Anny.